# 英靈劍豪七番勝負
《Fate/Grand Order-Epic of Remnant-亞種特異點III/亞種平行世界 屍山血河舞台 下總國 英靈劍豪七番勝負》，簡稱英靈劍豪七番勝負。本作是改編自《Fate/Grand Order》的漫畫系列，繪畫作者為渡玲，單行本第一卷於2019年7月9日發行。

## 故事簡介
迦勒底最後的御主藤丸立香失去意識來到江戶時代的日本，並且在那遇見女武士宮本武藏。立香為了回到原來的世界，決定與武藏一起旅行，但路途中必會遇見挫折。七位進行恐怖屠殺的「英靈劍豪」擋在兩人面前，為了活著離開，立香與武藏決定阻止七位「英靈劍豪」並擊敗被操控的Lancer Purgatorio。
隨著擊敗第一位英靈劍士Lancer Purgatorio後，立香和武藏前往土氣城，尋找下總國發生的怪事背後的真相。

## 登場人物

### 主要人物
藤丸立香
本作主人公之一。迦勒底最後且倖存的御主。
與佐佐木小次郎對話時因其對宮本武藏的質疑而被捲入宮本武藏所處的特異點。
宫本武藏
職介Saber，自稱宫本武藏的女武士。本作主人公之一。
能夠穿越各個不同的平行宇宙，與藤丸立香相遇前曾與柳生宗矩切磋劍術。
千子村正
職介Saber，村正一族有名的鍛造師，擁有與衛宮士郎一模一樣的外貌。
雖然表面上看起來年輕，但實際上是個老爺子。

### 英霊劍豪七騎
全員的稱號均來自意大利的詩人但丁的作品《神曲》。
Saber Empireo
真實身份為柳生宗矩。
幕府的大監察，江戶時代的劍術天才，人稱“劍術無雙”。
Archer Inferno
真實身份為巴御前，因憎恨日本国和德川而听从Caster Limbo的命令屠杀人民。
第二骑被武藏击败的英靈劍豪。
Lancer Purgatorio
真實身份為宝蔵院胤舜，心善的和尚，在藤丸立香等人陷入危機時出手相助。
被Rider、Caster、Berserker和Saber包圍時為了掩護藤丸立香等人而斷後，因此不敵而被Caster Limbo操控。
被操控後兩次與宮本武藏交戰，最後被持有「明神切」村正的宮本武藏一分為二，胤舜是英靈劍豪七騎中第一個被擊敗的英靈。
Rider 黑绳地狱
真實身份為源賴光。
雖然基本與Berserker 眾合地獄一起行動，但卻敵視對方。
Caster Limbo
自稱安倍晴明，真實身份為蘆屋道滿。
在Lancer Purgatorio敗給Saber Empireo後使用術士將Lancer Purgatorio的靈基改造並操控。
Assassin Paraiso
真實身份為望月千代女。
操控蛇的女忍者，收到命令前往土氣城暗殺清姬。
千代女是第三騎被武藏擊敗的英靈劍豪。
Berserker 众合地狱
真實身份為酒吞童子。
千代女敗北後在加藤段藏的協助下綁架田助與阿縫。

### 迦勒底
玛修·基列莱特
因無法加入前線而未跟隨藤丸立香。
巖窟王
自稱路過的“傳教士”，在Lancer Purgatorio戰敗後，從影子中現身並給予藤丸立香忠告。

### 其他
清姬
活在當下的人類、松平家的公主。

## 出版書籍

### 漫畫
| 卷數 | 讲谈社         | 讲谈社                 | 東立出版社     | 東立出版社             |
| 卷數 | 發售日期       | ISBN                   | 發售日期       | ISBN                   |
| ---- | -------------- | ---------------------- | -------------- | ---------------------- |
| 1    | 2019年07月09日 | ISBN 978-4-0651-5692-6 | 2020年02月20日 | ISBN 978-957-26-4812-4 |
| 2    | 2019年12月09日 | ISBN 978-4-0651-7155-4 | 2020年08月03日 | ISBN 978-957-26-4813-1 |
| 3    | 2020年09月09日 | ISBN 978-4-0651-9303-7 | 2020年12月31日 | ISBN 978-957-26-5826-0 |
| 4    | 2021年07月09日 | ISBN 978-4-0652-2875-3 | 2022年02月14日 | ISBN 978-957-26-7522-9 |

## 衍生作品
光荣特库摩社長澀澤光因本作宮本武藏的形象設計影響，而決定詢問《英靈劍豪七番勝負》漫畫作者渡玲並企劃《Fate/Samurai Remnant》的遊戲製作。

## 评价
《Fate/Grand Order –turas realta-》的作者川口毅（日语：カワグチタケシ）認為渡玲的畫不僅令人印象深刻，也與《英靈劍豪七番勝負》這個故事相當合拍。

## 外部連結
- Magazine Pocket （页面存档备份，存于）（日語）